# Olona
L'Olona (en llombard Ulona, Urona, Uòna) és un riu italià de 71 km de llargada, el curs del qual transcorre totalment en territori de la Llombardia.
El riu neix a una alçada de 548 msnm, a la localitat de Fornaci della Riana, al municipi de Varese, a prop del Sacro Monte di Varese, dins de la regió prealpina del Campo dei Fiori. Solca el relleu formant la vall de l'Olona i en travessar l'àrea nord de Milà, l'Olona passa per Rho, on part de les seves aigües fan cap al canal Scolmatore del Nord-oest. Passada la ciutat de Pero, el riu entra dins de Milà, on a la sortida dels seu curs subterrani, conflueix amb el Lambro Meridional en la localitat de San Cristoforo. El Lambro Meridional desemboca en el Lambro a Sant'Angelo Lodigiano. Al llarg del seu recorregut, el sistema hidrològic format per l'Olona més el Lambro Meridionale, banya 45 municipis i rep les aigües de 19 afluents.
L'Olona destaca pels salts d'aigua i les grutes de Valganna i per haver estat un dels rius més contaminats d'Itàlia. És també famós per haver donat nom a un tipus de teixit, la lona, que en italià es diu olona. A la vall excavada per aquest riu, s'hi van instal·lar moltes fàbriques tèxtils que funcionaven amb l'energia proporcionada per molins hidràulics.
Aquest riu és anomenat de vegades Olona septentrional per distingir-lo d'un altre riu Olona, que neix a Bornasco i que desemboca en el Po després d'haver travessat la província de Pavia. Aquest segon Olona, rep, per tant, el nom de "Olona inferior" o "Olona meridional". Aquesta homonímia es deu al fet que antigament eren dos ramals del mateix riu, que en temps dels romans van desviar el curs superior cap a Milà i el canal de Vettabbia.

## Recorregut

### Les fonts

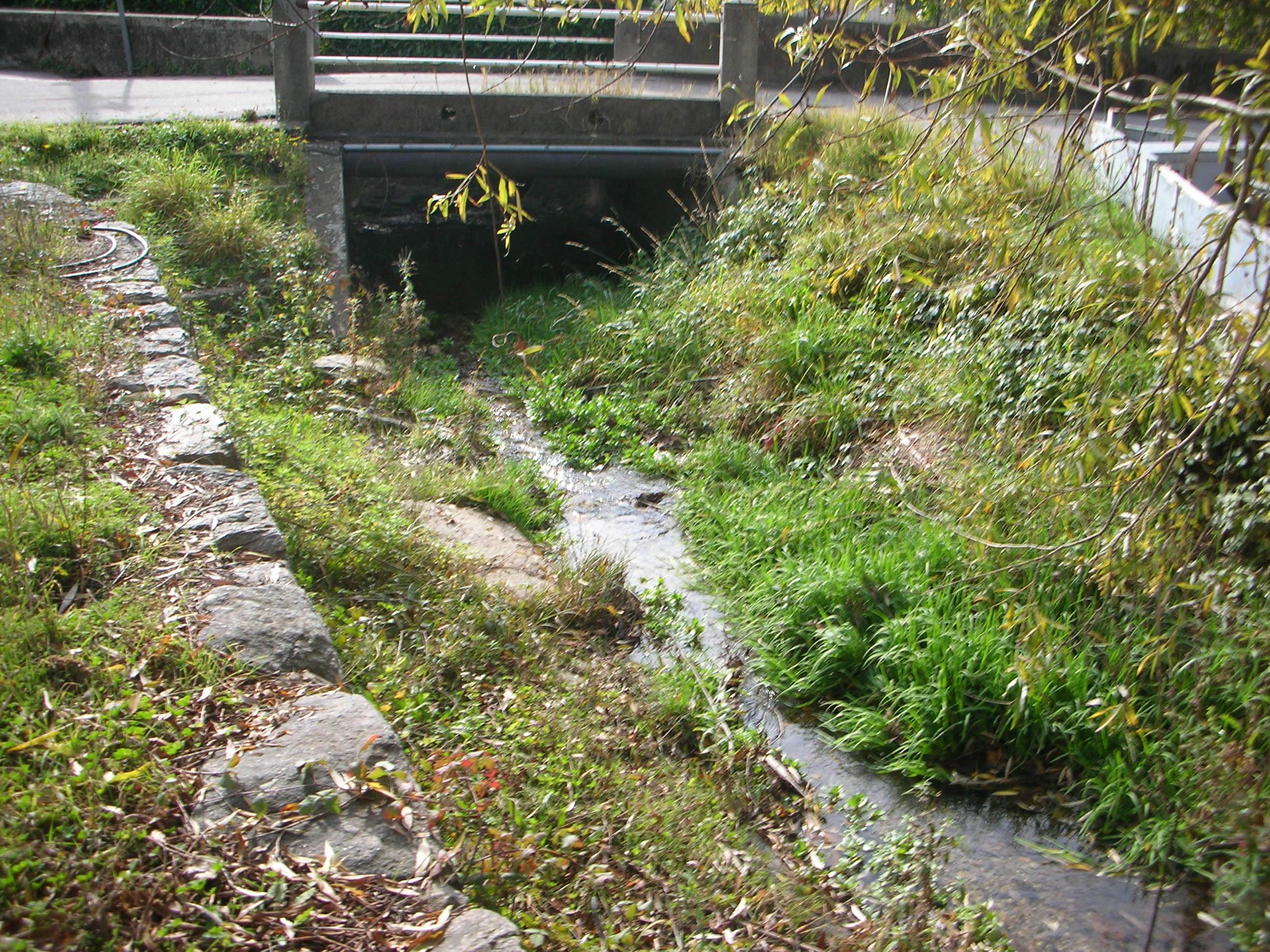
La font principal de l'Olona.

La deu principal de l'Olona està a la localitat de Fornaci della Riana, a Varese, a prop del Sacro Monte di Varese, dins de la regió prealpina del Campo dei Fiori. Aquest indret deu el seu nom a les antigues teuleries (en italià fornaci) que hi havien i que van estar en funcionament fins al 1972.

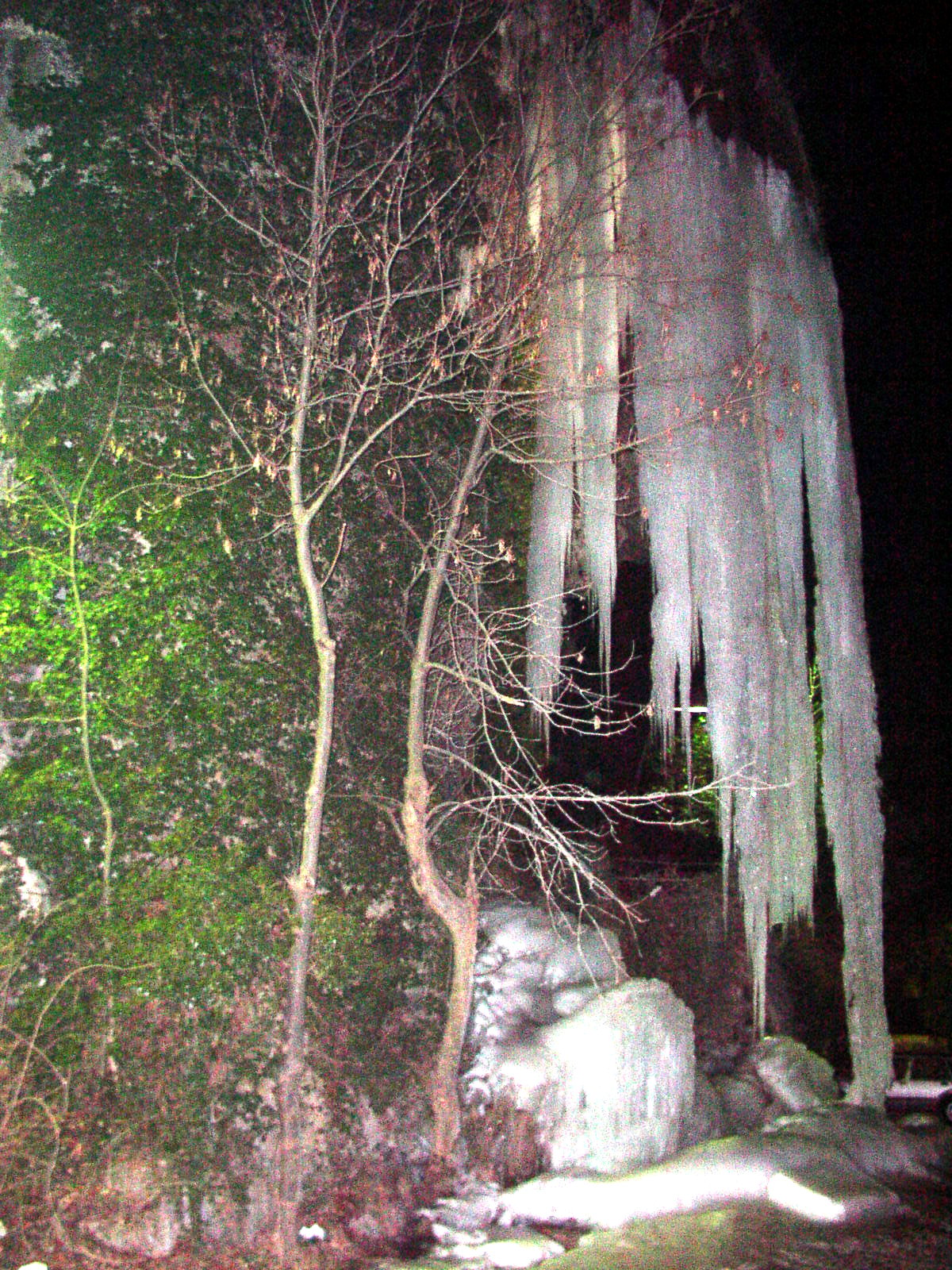
Salt d'aigua procedent de la font de Valganna, fotografiat a l'hivern.

L'Olona té a més cinc fonts menors que el nodreixen, dues a la vall de (al Campo di Fiori) i tres a Valganna; aquestes fonts donen lloc a dues ramificacions que s'uneixen a la vall de Bregazzana (al municipi de Varese).
La branca que neix a l'oest, a la vall de Rasa, és la més important; les dues fonts que originen aquest curs d'aigua estan situades en el coll del Varrò (entre el Mont Legnone i el Mont Pizzella) i sobre el Mont Chiusarella. La deu principal, és la que es troba al coll del Varrò, i s'uneixen en una part alta a la Rasa di Varese, mentre que la deu que brolla al Mont Chiusarella conflueix en l'Olona més cap a la vall. La branca de la Valganna, que es troba a l'est i s'anomena Margorabbia, s'origina al sud del Mont Màrtica.
La branca de la Rasa s'alimenta de set petits afluents (més concretament els torrents: Legnone, Grassi, Boccaccia, Brasché, Pissabò, Valle del Forno i Sesnini), mentre que la branca de la Valganna rep l'aportació de quatre cursos d'aigua (els torrents: Margorabbia, Valfredda, Valpissavacca i Pedana della Madonna).
La branca de la Valganna dona origen també al llac Fonteviva, on es practica la pesca esportiva, i a les cascades de Valganna, que a l'hivern, a causa de les temperatures extremes, acostuma a gelar-se. Aquests estan al municipi d'Induno Olona, on hi ha també unes famoses grutes. Des de dalt del salt d'aigua, que es va crear artificialment a començaments del segle XX per millorar el desnivell del flux, es pot admirar el fenomen dels afloraments de marbre travertí.

### La vall de l'Olona il'Alto Milanese

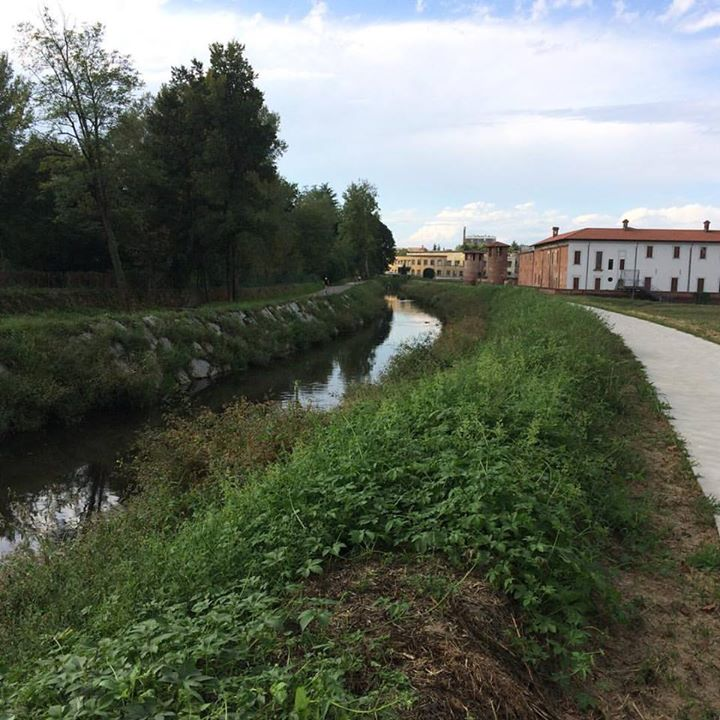
L'Olonella.

Després del tram inicial, el riu inicia el recorregut per la vall homònima. Aquesta vall s'ha anat configurant pel pas del riu però es va originar amb la retirada d'una glacera durant el darrer període glacial. És una vall fonda amb centres habitats situats a dalt de petits turons que estan a la vora del llit del riu. Els vessants estan recoberts de boscos mentre que al fons de la vall hi ha bruguerar, terres de conreu i prats. L'afluent principal a la província de Varese és la Bevera; altres tributaris importants d'aquest tram són: el Vellone, el Gaggiolo (també dit Lanza, Ranza, Anza o Clivio), la Quadronna, la Selvagna, el Mornaga, el Riale delle Selve i el Tenore.
A Gorla Minore el riu es desvia cap al Olonella, que torna a unir-se al curs principal passats 1.200 m. En aquest tram, neixen molts canals artificials fets per a l'aprofitament agrícola i per la indústria que tornen a abocar en l'Olona abans d'arribar a Castellanza. Després el riu surt de la vall de l'Olona i es dirigeix cap a la plana de Pàdua. Temps enrere va haver una derivació, indicada als mapes amb el nom d'Olonella, que travessava Legnano passant per la basílica de sant Magno. L'illa que formaven els dos ramals del riu es deia "Braida Arcivescovile". Aquest ramal va ser enterrat a començaments del segle xx.
Passat San Lorenzo (del municipi de Parabiago) i Nerviano, el riu rep les aigües del Rho. Aquí s'inicia el canal anomenat "desviació de l'Olona", que va quedar enllestit als anys 1980, i que desemboca en el canal Scolmatore del Nord-oest. Aquesta obra va ser font de polèmica: per una banda no va impedir tots els problemes d'inundacions per als quals va ser dissenyat i per altra banda porta aigües contaminades cap al riu Ticino. Des del novembre del 2002, en condicions climàtiques particulars, la llera d'alleugeriment ha vessat al mateix temps en el Seveso, i el Ticino.

### Des de la vall del Rho fins a Milà

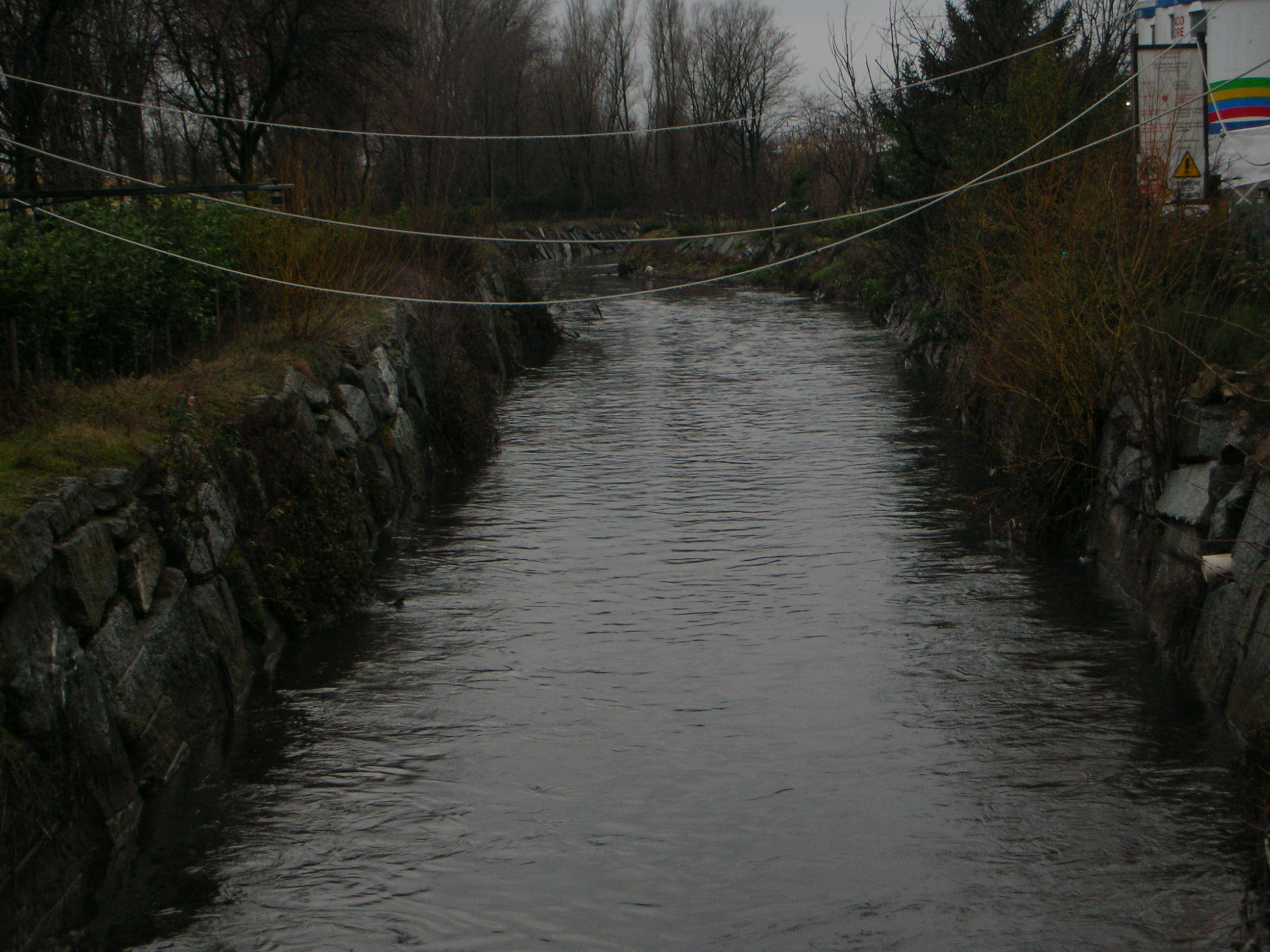
L'Olona a Pero.

Des de Lucernate en endavant el riu no passa pel seu llit natural, sinó que segueix un curs desviat pels antics romans.
Entra a Pero i, després d'un tram inicial encara a cel obert, l'Olona s'endinsa sota el carrer en arribar a Milà. Travessa en primer lloc el barri de Gallaratese i QT8, on recull les aigües del riu Merlata (també dit Fugone). En el tram sota la plaça Stuparich rep la confluència del Pudiga (també dit Mussa). El Merlata i el Pudiga són els col·lectors de les aigües provinents de l'àrea nord de Milà, els anomenats erms. L'Olona volta pels barris de Lampugnano i San Siro, per després prosseguir sota els carrers de la circumval·lació del troleibús.
El recorregut sota la circumval·lació, va ser dissenyat sobre el Pla Regulador General de Milà del 1884 (l'anomenat "Pla Beruto"), va ser canalitzat en les dues primeres dècades del segle XX i cobert entre el 1950 i el 1970. A la sortida d'aquest tram tapat, després d'haver arribat a Naviglio Grande, l'Olona desemboca en el Lambro Meridional.
Fins a l'entrada en funcionament de la depuradora de la capital llombarda (2005), el Lambro Meridional era un col·lector que recollia els residus de la part occidental de la xarxa de desguàs. Més tard, aquests van ser desviats cap a les plantes de tractament d'aigües residuals de Sant Rocco i Nosedo. Així mateix el Lambro Meridional té la seva neteja.

## La conca hidrogràfica
L'Olona mesura 71 km de llargada i posseeix una conca hidrogràfica de 911 km². Aquesta conca abasta part de la província de Varese, Milà i, en menor part, Como, a més d'una minúscula franja de territori suís. Una petita part de la conca del seu afluent, el Gaggiolo, pertany també a la conca del Cantó de Ticino.
La conca hidrogràfica de l'Olona ocupa el 5% de la superfície de la Llombardia i abasta una regió amb aproximadament un milió d'habitants (que correspon a prop del 10% dels residents de la Llombardia). L'àrea d'influència fa 370 km².
La majoria dels estudiosos descriuen l'Olona i el Lambro Meridionale com un sol curs d'aigua que desemboca en el Lambro a Sant'Angelo Lodigiano i que té una llargada de 121 km.

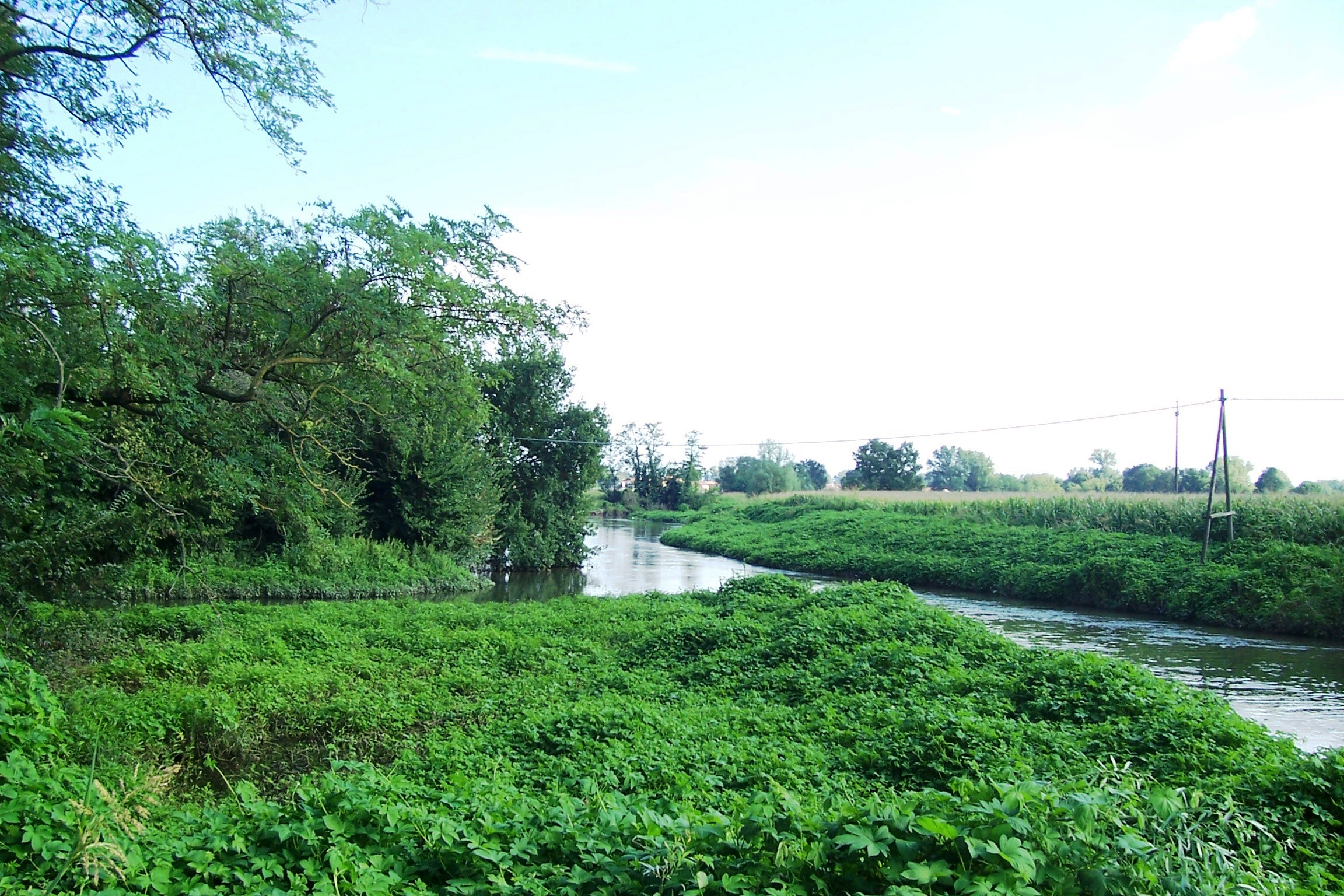
L'Olona inferior.

Un dels estudis més importants sobre la hidrografia milanesa és el de l'enginyer Felice Poggi. El 1911 Poggi va afirmar que els dos rius Olona, el que desemboca en el Lambro Meridionale i el que desemboca en el Po, a San Zenone, constituïen fins als primers anys de la nostra era un sol riu que tenia una llargada de 120 km. Aquesta hipòtesi ha estat confirmada per estudis posteriors.
La localitat on el riu va ser desviat cap a Milà pels romans és Lucernate, del municipi de Rho. Des d'aquí, per trobar l'antic llit de l'Olona cal seguir les mínimes ondulacions i les reduïdes variacions d'altimetria del terreny, i s'arriva a Cascina Olona (municipi de Settimo Milanese, on el topònim indica que antigament hi passava el riu), després per Baggio i Corsico, amb una possible variant que des de Settimo portaria a Muggiano i a Trezzano per Naviglio (o per Cesano Boscone).

## Règim fluvial

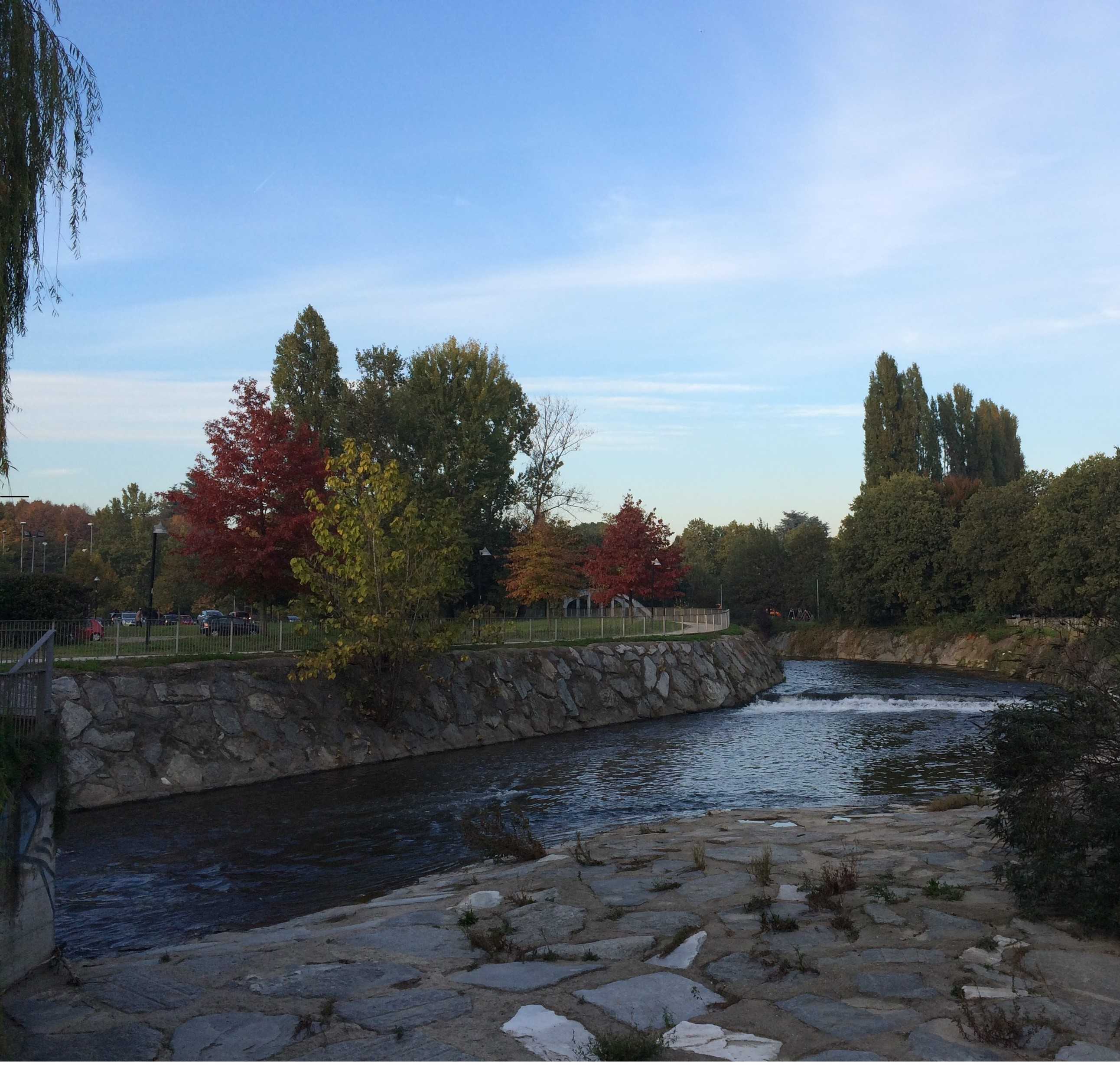
L'Olona a Legnano, un dia amb cabal mitjà.

Il règim de l'Olona és típicament torrencial a causa de l'absència de llacs o embassaments intermedis que en regulin el cabal. Té períodes de nivell elevat durant els mesos de març, abril, oxtubre i novembre, i períodes de baix nivell -o de sequera- al juliol, agost, desembre i gener. Él règim és, doncs, força variable depenent de les temperatures estacionals −a l'hivern les fonts poden quedar glaçades− i de les pluges, que són més intenses a la tardor i a la primavera, però escasses a l'estiu. Aquesta variabilitat ha causat des de sempre dificultats tècniques en la fasse de dimensionament de les infraestructures destinades a contenir les inundacions.
El cabal mitjà de l'Olona a Ponte Gurone di Malnate és de 2,3 m³/s. A Rho, després que l'Olona rebi l'aportació del Bozzente i de la Lura, el cabal mitjà assoleix els 6,9 m³/s (18 m³/s en temporada màxima). Durant la pujada històrica del 1951, a Castellanza es va enregistrar un cabal de 48,1 m³/s, mentre que el mínim, enregistrat el 1941 i el 1950, va assolir els 0,05 m³/s.
El pendent mitjà és de 6 ‰, mentre que el desnivell total és de 435 m. Aquesta xifra es calcula restant l'altitud de la confluència amb el Lambro Meridional (113 msnm) a la quota de la font principal al seu naixement (548 msnm). La llargada mitjana del riu suma els 5 m fins a Malnate, els 8 m fin a Nerviano i els 18 m fins a Milà.
La quantitat limitada del cabal no ha impedit però que sigui un riu força aprofitat. Sobretot ha estat valorat durant els segles per la força de la caiguda de les seves aigües, que han servit per iimpulsar mecanismes especialment, superat el primer tram.

## Afluents

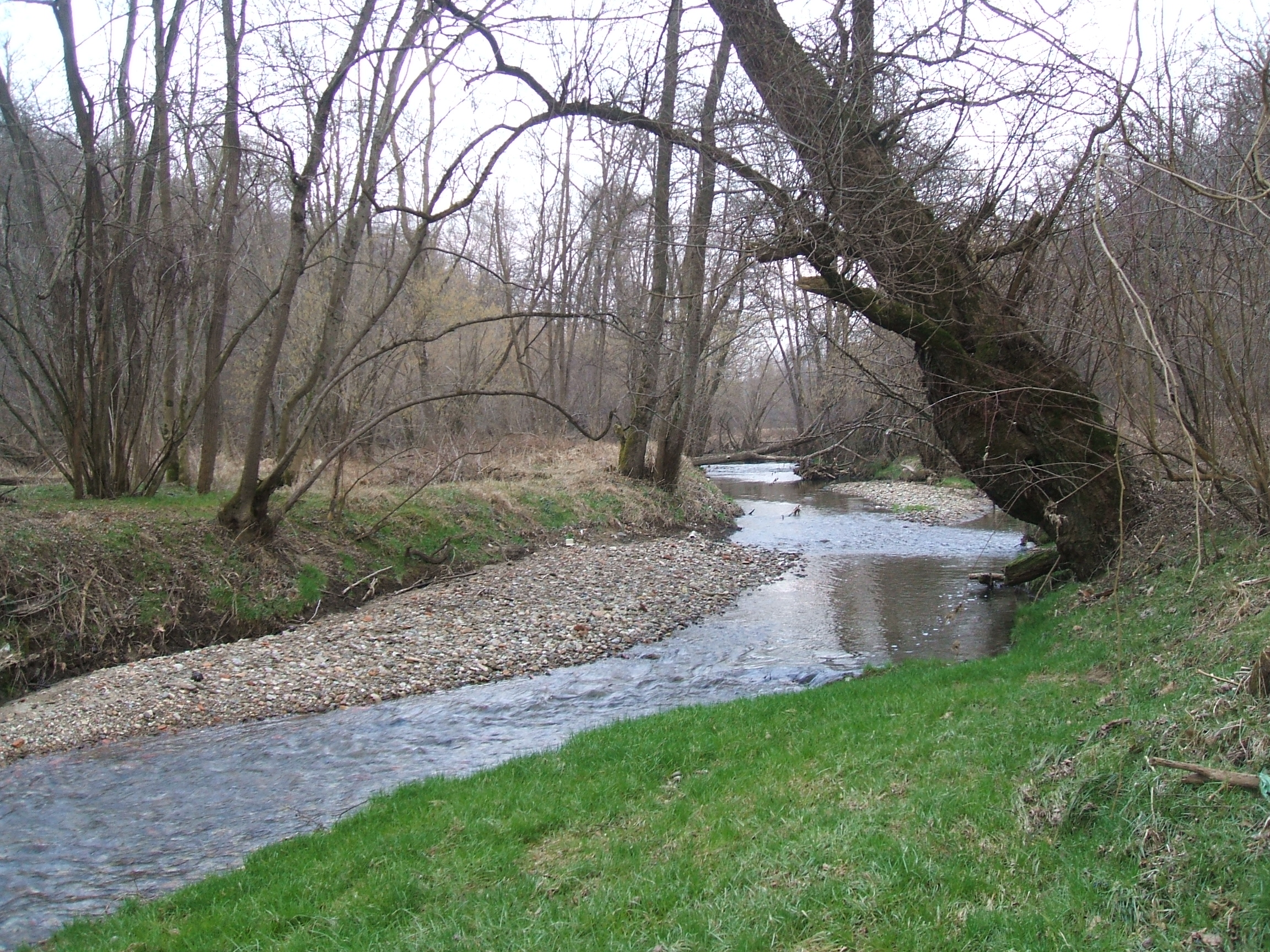
El Gaggiolo a Malnate.

Aquest riu comta amb l'aportació de 19 afluents. Els més importants són: la Lura, la Bevera, el Gaggiolo (o Lanza), el Bozzente, el Vellone, el Rile, el Tenore, el Merlata, la Mussa, la Quadronna, la Selvagna i el Fredda. Cal esmentar també el Refreddo (o Fontanile Crotto), un curs d'aigua que sorgeix al fons de la vall de Castelseprio, a la localitat de Crotto Valle Olona, i que conflueix en el riu poc després en la mateixa vall.
L'aigua de l'Olona prové també dels pous de les planes al·luvials (fontanili). Moltes d'aquestes són cèlebres perquè les seves aigües han estat emprades des de segles com a remei guaridor, per exemple la Fontana degli Ammalati a Induno Olona. Algunes d'aquestes fonts són citades en diversos documents històrics, i el primer cens es va efectuar el 1606. Gràcies a la presència d'aquestes fonts, que aporten aigua de manera contínua, el riu no baixa del tot sec durant els períodes d'escassetat al naixement.
A la vall de l'Olona hi ha algunes zones humides, entre les quals està l'estany de Buzonel. Aquest llac, que es troba al fons de la vall entre Castelseprio i Lonate Ceppino, ve alimentat pel torrent Bozzone, que tot seguit conflueix en l'Olona.

## Aprofitament
Les aigües de l'Olona han estat utilitzades des de segues per la població local per regar els camps, per pescar, per abeurar el bestiar, per moure rodes de molins i per a moure turbines hidràuliques durant la industrialització.
Antiguitat
L'Olona va ser un loc atractiu per establir assentaments durant la prehistòria. Les troballes més antigues al voltant del riu es troben en la zona del seu naixement. Els llacs de varese van estar habitats entre el 4.300 aC i el 800 aC, per les cultures dels palafits. Segons alguns autors, part d'aquesta població, a causa d'un increment demogràfic, van migrar cap a la vall de l'Olona per establir-s'hi.

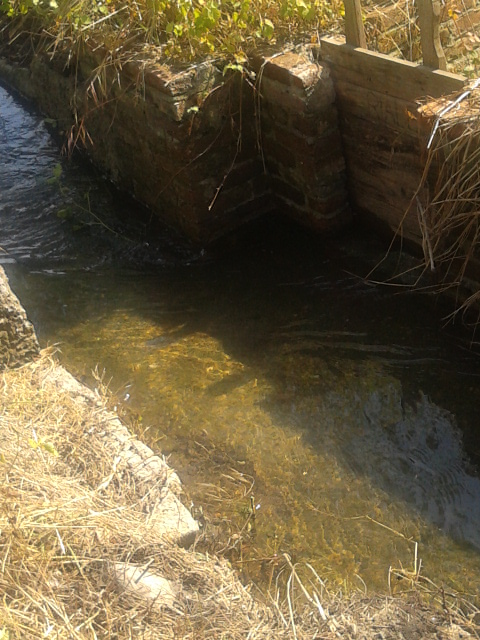
canal de reg fet el 1216.

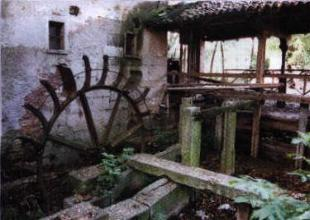
Molí de San Vittore Olona.

Més cap a la vall, entre el 1926 i el 1928, durant les obres per fer la carretera 527, en la zona limítrofa entre Castellanza i Legnano, es van descobrir restes d'un període entre el 3.400 aC i el 2.200 aC. Es tracta de restes de ceràmica d'un vas campaniforme de l'edat del coure i que és atribuïble a la cultura de Remedello. També s'han trobat restes d'altres cultures com: la de Canegrate, la de Golasecca i la Tène.
Al sele I dC, els romans van fer una carretera que seguia parcialment la riba de l'olona, l'anomenada Via Mediolanum-Verbannus, que anava des de Milà fins al llac Maggiore. El tram del riu que seguia aquesta calçada va ser canalitzat i s'ha hipotitzat si aquesta obra va promoure la desviació de l'Olona cap a Milà.
L'Olona va mantenir durant els segles la consideració de lloc estratègic i per dominar políticament aquesta regió anomenada el Seprio, es va construir un castell, Castelsepio i el riu va esdevenir una de les fronteres naturals del Ducat de Milà. El castell dels Visconti a Legnano, construït en una illa del riu, tenia la mateixa finalitat defensiva. Després el lloc va ser escollit per situar molins, destinats a fins agrícoles, sobretot per a fer farina, que era la base de l'alimentació.
L'ús intensiu de les aigües va motivar al ducat a emetre unes normes, l'anomenat Estatut dels cursos d'aigua del comtat de Milà, que es va redactar per primera vegada el 1346 i més tard el 1396.
Des del renaixement fins a l'època moderna
Les premisses per instituir un consoci dels usuaris del riu es van donar el 1541, quan es van signar les Novae Costitutiones. En aquest cas el nou contracto, que tenia caràcter públic, creava la figura del Regius Judex Commissarius Fluminis Olona, que seria l'encarregat de supervisar l'adequada utilització de les aigües del riu i de resoldre les possibles disputes entre usuaris. En general aquest càrrec va ser ocupat per un representant del Senat de Milà.
El 1548 va ser emanat un ban que obligava els usuaris a comprovar, en la tramitació escrita, els detalls dels usos atorgats. Durant el segle xvi la distribució de les aigües no era equànime, els usuaris més rics i poderosos tenien preferència sobre els més pobre. El 1606 es va constituir a Milà un veritable consorci sota la supervisió del comissari del riu Olona. Aquest funcionari, com el seu predecessor, tenia l'encàrrec de controlar l'ús de les aigües de l'Olona. No va ser casualitat que el consorci fos creat a Milà, ja que era a la capital del ducat on habitaven les persones amb més interessos econòmics.

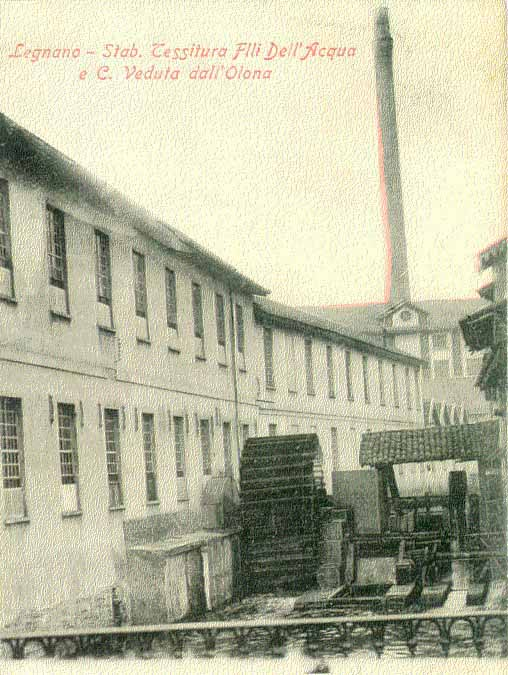
Fàbrica tèxtil a Legnano, 1894.

El principal motiu que va portar a la creació del consorci va ser intentar de resoldre els conflictes que sorgien entre els usuaris i el govern espanyol, que en aquella època controlava el Ducat de Milà, i en la necessitat d'aquest últim de cobrar les quotes dels usuaris de la manera més organitzada i sistemàtica possible. Atès que les aigües de l'Olona eren utilitzades des de sempre gratuïtament, els membres històrics s'oposaven a pagar mentre que els espanyols argumentaven que calia pagar per fer el manteniment adequat d'un servei públic. Les temptatives per resoldre la qüestió van ser dues. La primera va ser el 1610, quan el govern va rebre la quantitat de 6.000 escuts, i la segona va ser el 1666, quan es van donar 8.400 escuts. Amb aquest darrer pagament els espanyols van renunciar definitivament als drets sobre el riu. Amb això el riu va quedar considerat com a gestió privada i romandria en aquest estat fins al 1921, quan les aigües de l'Olona van tornar a ser de domini públic. El nom del consorci va sobreviure i des del 1982 té la seu a Castellanza, i és el consorci més antic d'Itàlia[81]. Després del segle xvii, les activitats artesanals a la zona del riu es van diversificar, s'hi van instal·lar: adoberies, tintoreries, fàbriques tèxtils especialitzades en diversos teixits. Aquests tallers posar en marxa les màquines mitjançant rodes hidràuliques i per instal·lar-les havien de demanar permís al consorci.
Durant el desenvolupament industrial del segle xix, molts antics molins van abandonar el seu ús agrícola per a reutilitzar-los com a font d'energia dels tallers tèxtils. La industrialització va ser gradual però va anar en augment i, per no dependre de les variacions del cabal, es van substituir per turbines elèctriques.
A mitjan segle xix, les primigènies activitats protoindustrials s'havien transformat en indústria en el sentit modern del terme. En aquest context, va sorgir un tipus de roba que es va fer molt popular per la seva resistència, la lona (en italià olona), molt valorada per a fer veles i tendals. Aquest teixit es va començar a produir a la fàbrica de Fagnano Olona, i després es va imitar en altres fàbriques. La instal·lació de turbines elèctriques va deixar obsoletes les antigues rodes hidràuliques i les van fer destruir. Per millorar el flux de les aigües i, per tant, l'eficàcia de les turbines, es va canalitzar el riu i rectificat en diversos trams con l'eliminació dels revolts naturals.
En la segona meitat del segle xix van aparèixer màquines a vapor i a l'inici del segle XX l'energia elèctrica arribava mitjançant cablejat. En conseqüència, la força motriu per fer anar les màquines ja no provenia del riu i només van sobreviure algunes rodes hidràuliques que van adquirir propietaris de terres de conreu per a reconvertir-los per a ús agrícola, però amb els anys també les feines del camp es van mecanitzar i van acabar desapareixent.
El nombre de fàbriques situades a la vora e l'Olona va créixer fins a arribar a 129 l'any 1881 i 712 l'any 1917. El 1998 l'activitat industrial a l'Olona donava feina a gairebé 20.000 persones. La superfície de terres irrigades també va augmentar: es va passar de 10.801 perxes milaneses  el 1608, a 16.120 el 1801 i 18.687 el 1877. El 1907, hi havia 274 boques de reg entre Rasa di Varese i Milà, 18 de les quals eren "lliures", és a dir no tenien limitacions, mentre que 53 eren "privilegiades", ja que tenien una regulació especial. Totes les altres estaven sota una rígida regulació d'horaris i dies. Des del 1875, amb l'augment de la urbanització de la zona, la llera del riu va pujar i en alguns trams es va cobrir. Aquestes obres van afectar sobretot a Varese, Legnano, San Vittore Olona, Rho i Milà.

## Qualitat de les aigües
L'alta concentració d'indústria en un espai reduït, acompanyat d'un cabal d'aigua reduït més el fet de ser una zona força habitada ha fet inevitable que el riu esdevingués molt contaminat.
En el període de màxima contaminació, que segons els registres va ser entre el 1950 i el 1970, les aigües de l'Olona contenien substàncies molt àcides i residus derivat del petroli. En altres períodes han aparegut colorant vessats per les tintoreries que es detectaven a primer cop d'ull per l'aparició d'una espessa capa d'escuma blanca sobre la superfície. El 1963, les empreses que abocaven residus industrials eren 88, i a més feien cap els residus procedents de les ciutats on es calcula que en total hi havia 219.000 habitants. entre els anys seixanta i setanta va néixer una cert sensibilitat cap a la conservació dels espais naturals, que va portar a un posicionament de la població civil contra la indiferència de l'administració, que va reaccionar construint una depuradora.

## Inundacions
L'Olona, abans de construir dics, canals i sobreeixidors, era un riu que es desbordava. En els darrers quatre segles se'n coneixen 70 inundacions, la primera de les quals va ser el 1584 a Legnano. La darrera que va causar greus danys va ser el 13 de setembre del 1995, mentre si es té en compte la darrera en ordre cronològic, va ser el 29 de juliol del 2014. Entre les més recents que han causat danys estan les del 1911, el 1917 i la del 1951. La del 1951, va estar causada per un temporal que va donar força pluges i que va originar l'anomenada inundació del Polesine, que va colpir gran part de la província de Rovigo i de part de la província de Venècia.
El major nombre d'inundacions es van produir a la part final del riu, a la província de Milà. La ciutat més afectada en aquest tram ha estat Rho, més cap al nord, la zona més afectada ha estat la de Clivio. La causa d'aquests desbordaments freqüents s'ha de buscar en l'extensió de la llera, que és reduïda en comparació amb la velocitat de flux d'aigua que hi passa. Al llarg de les seves ribes, es van realitzar diverses obres per a contenir les inundacions. El tram on era més necessari aquest treball va ser el que travessa la província de Milà. Pel que fa al tram superior, es van fer intervencions en els punts on el riu es troba amb les oblacions de Fagnano Olona, Vedano Olona i Varese. A Gurone es va acabar el 2009 una presa que regula el flux del riu per contenir les inundacions. És capaç de formar un dipòsit temporal de 1.570.000 m³ amb un alliberament de 36 m³/s.
També han estat catastròfiques les èpoques de sequera. La freqüència dels períodes d'escassetat d'aigua és comparable al de les crescudes. La sequera de l'any 1630 va contribuir a la difusió de la pesta a la regió de l'Alto Milanese, mentre que la del 1734 va ser famosa per la recessió econòmica que va comportar. La del 1747 va passar a la història per la seva durada. Per afrontar les conseqüències dels períodes de sequera es van promulgar als estatuts del 1346, normes contra l'abús de les aigües i qui les incomplís tindria fortes sancions. Els consumidors que tenien un ús més restringit eren els molins i tallers del darrer tram del riu.